# Kosofe
Kosofe est une zone de gouvernement local de l'État de Lagos au Nigeria.
Elle est un des 16 districts formant la métropole de Lagos, avec  Agege, Ajeromi-Ifelodun, Alimosho, Amuwo-Odofin, Apapa, Eti-Osa, Ifako-Ijaye, Ikeja, Lagos Island;, Lagos Mainland, Mushin, Ojo, Oshodi-Isolo, Shomolu, et Surulere.

## Personnalités liées à ce territoire
- Chidinma Ekile (1991-), chanteuse née à Kosofe.